# Варяг (крейсер)
Кре́йсер «Варя́г» — бронепалубний крейсер 1-го рангу 1-ї Тихоокеанської ескадри військово-морського флоту Російської імперії у 1901–1904 роках.

## Історія
Був побудований у Філадельфії (США) у 1898–1899 роках.
Брав участь у російсько-японській війні. В бою біля Чемульпо, який він спільно з канонерським човном «Кореєць» вів 9 лютого 1904 року біля острова Йодолмі (в районі міста Чемульпо, сучасний Інчхон), отримав серйозні пошкодження та значні втрати серед екіпажу, після чого не міг більше продовжувати бій. Відтак російські екіпажі затопили «Варяг», а «Корейця» підірвали.
1905 року японці під командуванням Араї Юкана підняли та відремонтували «Варяг». Під назвою «Соя» (за назвою мису) його впродовж майже 10 років використовували як навчальне судно для офіцерського складу.
1916 — під час Першої світової війни, коли Росія та Японія були союзниками, росіяни викупили крейсер. Під колишньою назвою «Варяг» він увійшов до складу флотилії Льодовитого океану і на чолі загону особливого призначення під орудою контр-адмірала Бестужева-Рюміна зробив перехід з Владивостока в Мурманськ.
У лютому 1917 року пішов на ремонт до Великої Британії, де був згодом конфіскований, бо радянський уряд відмовився платити за ремонт.
1920 — британці перепродали крейсер німецьким фірмам на злам. Але під час буксирування судно потрапило у шторм і затонуло біля берега в Ірландському морі. Частину металевих конструкцій розтягли місцеві мешканці, а згодом корабель підірвали, бо його рештки заважали судноплавству.

## Командири крейсера
- 1899–1903 роки — Бер Володимир Йосипович, капітан І рангу.
- 1903–1904 роки — Руднєв Всеволод Федорович, капітан І рангу.

## Цікаві факти
- Подвиг «Варяга» визнали самі японці. У 1907 році В. Руднєв (до того часу звільнений з російської військово-морської служби у званні контр-адмірала) був нагороджений японським орденом Вранішнього Сонця за його героїзм, проявлені в цьому бою. Хоча він прийняв нагороду, але ніколи не носив її.
- Під час будівництва крейсера у США, фельдшер Лев Александров 20 квітня 1899 року залишив загін судна і запросив американське громадянство, але був арештований за дезертирство. Його справа дійшла до Верховного суду США, який виніс рішення [Архівовано 26 листопада 2015 у Wayback Machine.] проти Александрова, тому що судно, хоча і не прийняте на озброєння в Імператорський російський військово-морський флот, але це був військовий корабель у відповідності з умовами договору 1832 року між Росією і США.
- Степан Вельгус — мінер із крейсера Варяг був родом із села Морозовичі Володимирського повіту на Волині — з роду німецьких хрестоносців, що потрапили в полон під Грюнвальдом і були поселені у селі Будятичі. Про Степана Вельгуса всі, хто його знав, відзивалися як про людину великої і щедрої душі. Мав Георгіївський Хрест-срібний годинник і медаль з Японської війни. Похований в селі Морозовичі.

## У культурі
- Крейсеру присвячено однойменний військовий марш на вірш Рудольфа Грейнца

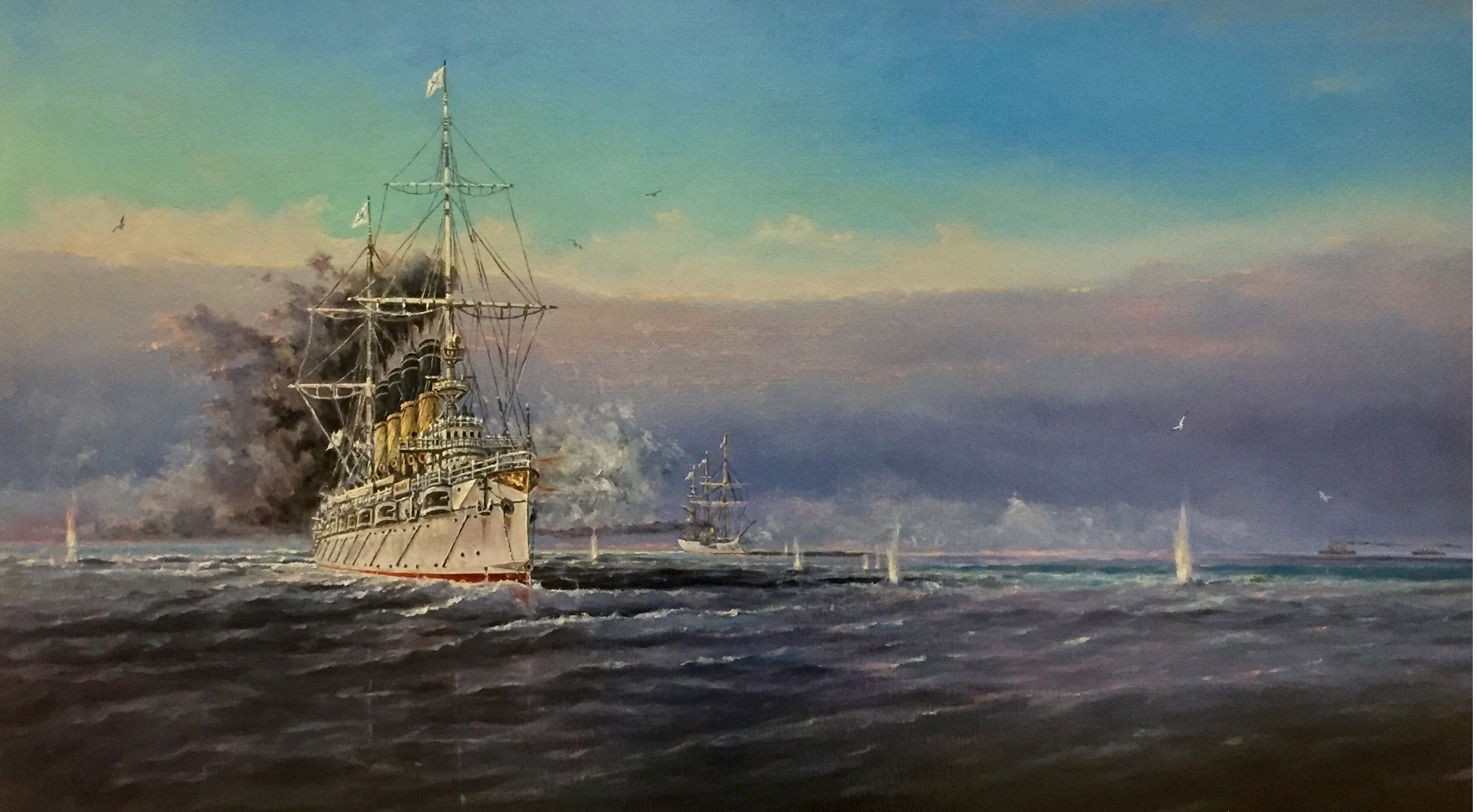
Володимир Косов. Бій біля Чемульпо. Останній парад крейсера "Варяг"